# Snake Island (Victoria)
Snake Island (nome aborigeno Negima) è un'isola di sabbia situata all'interno del Corner Inlet, una baia che si affaccia sullo stretto di Bass, a nord-est del Wilsons Promontory, nello stato di Victoria, in Australia. Appartiene alla contea di Wellington.
L'isola si trova all'interno del Nooramunga Marine and Coastal Park.

## Geografia
Snake Island ha una superficie di 35 km² ed è la più grande isola del Corner Inlet; a nord-est si trova Sunday Island.

## Flora e fauna
L'isola è caratterizzata da boschi, vegetazione arbustiva, mangrovie e paludi l'acqua dolce e salata.
I mammiferi dell'isola includono il canguro grigio orientale, la Wallabia, il koala l'antechino di palude e l'introdotto cervo porcino. Ci sono molti uccelli, tra cui il pappagallo terragnolo orientale. Un gran numero di trampolieri migratori si trova lungo la costa dove si nutre nella zona intercotidale della piana di marea.

## Storia
Snake Island fa parte delle terre tradizionali del clan Bratauolong della nazione Gunai che chiamano l'isola Negima. Oltre ad essere un luogo di rifugio, era usato come isola nuziale per le giovani coppie.
Dal 1880 l'isola è stata utilizzata dai contadini del Gippsland meridionale in inverno per allevare il bestiame che facevano passare da uno stretto canale durante la bassa marea.